# Vid Rosa Bäverns flod
Vid Rosa Bäverns flod (Kid Lucky) är ett Lucky Luke-album från 1995. Det är det 64:e albumet i ordningen, och har nummer 67 i den svenska utgivningen. Det är tillika det första serien om "Lucky Kid", Lucky Luke som barn.

## Handling
Den unge Lucky Luke - "Lucky Kid" - kommer vandrande över prärien tillsammans med Farbror Bill, en åldrad guldgrävare med whiskytycke. Bill är förgäves på jakt efter guld, och Lucky tillbringar nätterna med att öva sig i prickskytte med förmyndarens pistol. En morgon kidnappas Lucky av en stam algonkinindianer, och under ett flyktförsök träffar han på ett vildhästföl som han räddar från vargar. Efter att ha räddat både Lucky och den jämnåriga, vithyade indianpojken Bleka Piggsvinet undan en skenande buffelhjord, får fölet namnet Jolly Jumper.
Med fölets hjälp flyr Lucky vidare, och blir omhändertagen av en grupp skogshuggare, men genom olyckliga omständigheter är de snart tillbaka i indianstammens våld. Tack vare kavalleriet befrias dock Luke från indianerna och blir placerad hos det överbeskyddande paret Morris (karikatyrer av seriens skapare med fru). Än en gång lyckas han dock fly tack vare Jolly Jumper, och kan slutligen återförenas med Farbror Bill.

## Svensk utgivning
- Morris; Pearce & Léturgie, Jean (översättare: Per A J Andersson) (1995). Vid Rosa Bäverns flod. Lucky-serien: 67. Malmö: Egmont Serieförlaget. Libris 7674673. ISBN 91-7912-589-1
- I Lucky Luke – Den kompletta samlingen ingår albumet i "Lucky Luke 1995-1996". Libris 10528418. ISBN 978-91-7134-536-3